# Louis Régis de Boissy de Bannes
Louis Régis Boissy de Bannes, né le 19 avril 1744 à Montregard (Haute-Loire), mort le 16 mars 1811 à Vienne (Autriche), est un général de brigade de la Révolution française.

## Biographie
Il entre au service le 19 avril 1760, comme enseigne au Régiment des Gardes-Lorraine, il est nommé lieutenant le 21 novembre 1760 et il est envoyé en Allemagne jusqu’à la paix de 1763. Sous-aide major le 26 mars 1775, il est promu capitaine le 7 août 1778, et il reçoit la croix de chevalier de Saint-Louis le 28 novembre 1784. 
Le 5 février 1792, il est nommé lieutenant-colonel et est affecté au 71e Régiment d’infanterie de ligne le Vivarais. À l’automne 1792, il fait campagne dans l’armée du Nord et le 6 novembre 1792, il contribue par sa bravoure au succès de la bataille de Jemmapes. Le 14 janvier 1793, il reçoit son brevet de colonel et prend le commandement de son régiment. 
Il est promu maréchal de camp le 8 mars 1793, et il est employé dans l’armée des Ardennes sous le commandement du général Dumouriez. Après la trahison de ce dernier il quitte l’armée le 6 avril 1793 et rejoint le général à Tournay où il vécut en errance en pays neutre. Proscrit et ne pouvant espérer rentrer en France, il passe au service de l’Autriche avec le grade de général-major. 
Il peut rentrer dans son pays en mai 1803, après le traité de Lunéville. En témoignage d’estime, les habitants de la Haute-Loire le placent à la tête d’une députation chargée d’aller complimenter l’Empereur après la bataille de Wagram, et il reçoit à cette occasion la croix de chevalier de la Légion d’honneur et une pension de 1 000 francs, en récompense de ses services passés et de la mort glorieuse de son fils au siège de Gaète. 
Atteint d’une maladie soudaine lors d’un voyage à Vienne en Autriche, il y meurt le 16 mars 1811.

## Sources
- R. Dumolin, « Biographie des Officiers-Généraux de la Haute-Loire : Louis-Régis, vicomte de Boissy de Bannes », Annales de la Société d'agriculture, sciences, arts et commerce du Puy,‎ 1850 (lire en ligne)
- (en) « Generals Who Served in the French Army during the Period 1789 - 1814: Eberle to Exelmans »
- Reginald Henry, « De Jemmapes à l’exil, le général de Banne (1744-1811) », Cahiers de la Haute-Loire, Le Puy-en-Velay,‎ 2020